# Acherontiella
Genre
Acherontiella est un genre de collemboles de la famille des Hypogastruridae.

## Liste des espèces
Selon Checklist of the Collembola of the World (version du 6 novembre 2019) :
- Acherontiella aokii Tamura & Yue, 1999
- Acherontiella bougisi Cassagnau & Delamare Deboutteville, 1955
- Acherontiella candida (Delamare Deboutteville, 1952)
- Acherontiella carusoi Dallai, 1978
- Acherontiella cassagnaui Thibaud, 1967
- Acherontiella cavernicola (Tarsia, 1941)
- Acherontiella colotlipana Palacios-Vargas & Thibaud, 1985
- Acherontiella dentata Djanaschvili, 1971
- Acherontiella epigea Bonet, 1945
- Acherontiella globulata Thibaud & Massoud, 1980
- Acherontiella kowalskiorum Weiner & Najt, 1998
- Acherontiella mac (Palacios-Vargas & Thibaud, 1985)
- Acherontiella massoudi Thibaud, 1963
- Acherontiella onychiuriformis Absolon, 1913
- Acherontiella prominentia Thibaud & Weiner, 1997
- Acherontiella sabina Bonet, 1945
- Acherontiella thai Thibaud, 1990
- Acherontiella thibaudi Barra, 1994
- Acherontiella variabilis Delamare Deboutteville, 1948
- Acherontiella xenylliformis Gisin, 1952

## Publication originale
- Absolon, 1913 : Ueber eine neue sub-terrane Collembole (Acherontiella onychiuriformis n. g. n. sp.) aus den Hohlen Algiers. Archives de Zoologie, vol. 51, no 1, p. 1-6 (texte intégral).